# Месје 83
Месје 83 (М83) је спирална галаксија у сазвежђу Хидра која се налази у Месјеовом каталогу објеката дубоког неба.
Деклинација објекта је - 29° 52' 2" а ректасцензија 13h 37m 0,2s. Привидна величина (магнитуда) објекта М83 износи 7,5 а фотографска магнитуда 8,2. Налази се на удаљености од 4,564 милиона парсека од Сунца. М83 је још познат и под ознакама NGC 5236, ESO 444-81, MCG -5-32-50, UGCA 366, IRAS 13342-2933, PGC 48082.